# Leicester Square (métro de Londres)
Leicester Square (prononcez [ˈlestər skweər]) est une station de la Northern line et de la Piccadilly line du métro de Londres, en zone 1. Elle est située dans les quartiers West End et Chinatown à Westminster.

## Histoire
Sur les premières cartes du métro de Londres, la station apparaissait sous le nom de Cranbourn Street mais le nom actuel fut utilisé dès l'ouverture effective de la station le 15 décembre 1906.

## Services aux voyageurs

### Accès et accueil
Ses escaliers roulants furent longtemps les plus longs  du réseau (54 mètres) jusqu'à la réouverture de la station Angel en 1992.

## À proximité
- Covent Garden
- Leicester Square
- National Portrait Gallery